# Programme Gemini
Pour les articles homonymes, voir Gemini.
Programme Mercury Programme Apollo

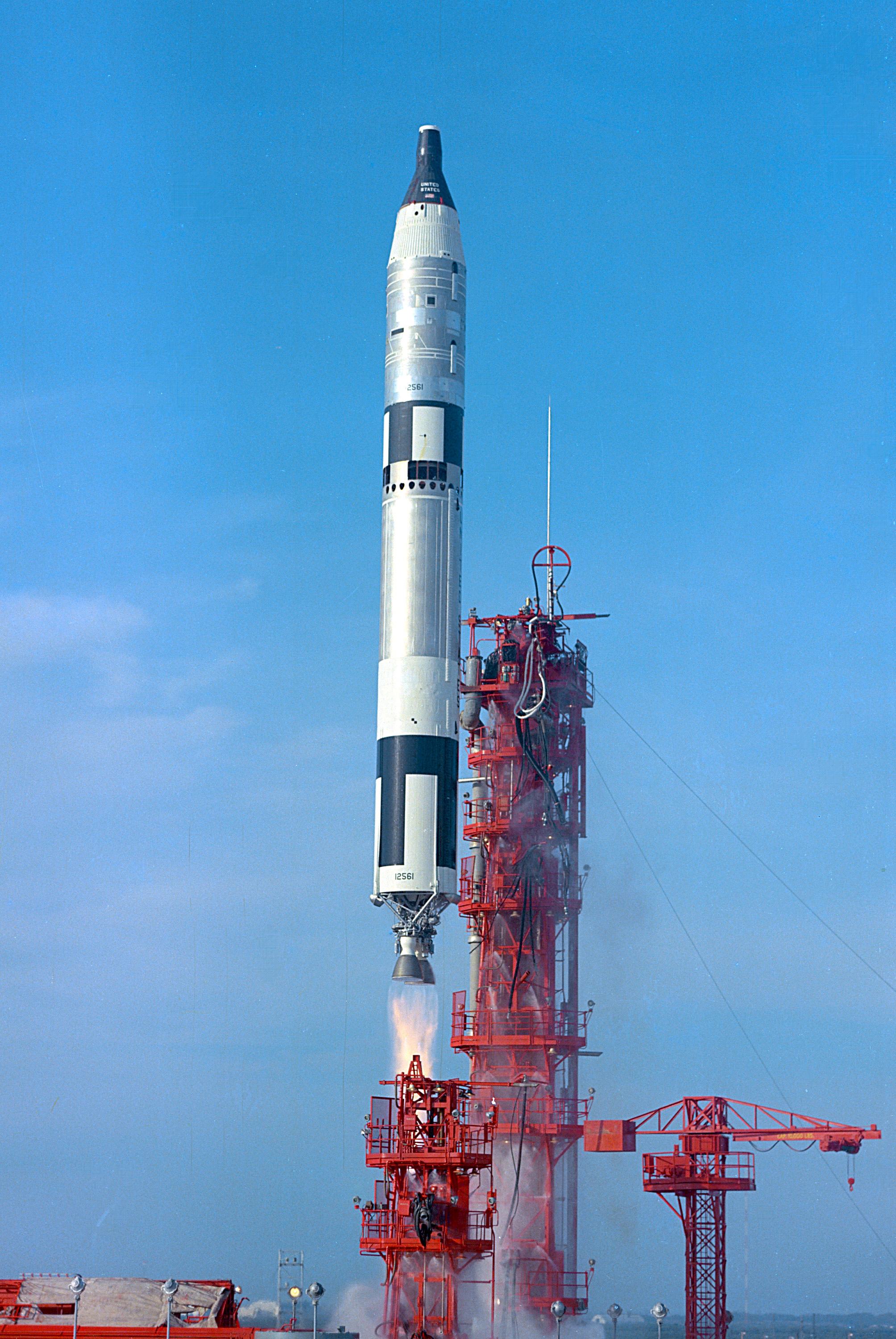
Lancement de Gemini 6A

Gemini est le deuxième programme spatial habité développé par les États-Unis après le programme Mercury. Son objectif est de mettre au point des techniques spatiales qui seront mises en œuvre par le très ambitieux programme Apollo qui doit amener des hommes à la surface de la Lune. Ces techniques que les capsules spatiales Mercury, trop rudimentaires, ne permettaient pas de tester sont notamment les manœuvres orbitales (en particulier le rendez-vous spatial et l'amarrage à un autre engin spatial) et les sorties extravéhiculaires. Pour remplir ces objectifs, l'agence spatiale américaine, la NASA, développe le vaisseau spatial Gemini. Cet engin biplace dispose de capacités de manœuvre en orbite importantes et, pour la première fois dans le monde de l'astronautique, met en œuvre un ordinateur embarqué. Ce vaisseau est placé en orbite par une fusée Titan, missile balistique intercontinental reconverti en lanceur.
De 1963 à 1966, dix missions Gemini sont lancées : celles-ci atteignent tous les objectifs fixés et préparent le triomphe du programme Apollo. Les États-Unis à travers ce programme rattrapent leur retard sur le programme spatial soviétique. Une station spatiale militaire MOL, financée par l'US Air Force, est développée en utilisant la capsule Gemini. Après avoir atteint un stade très avancé (vol sans équipage en 1966), le projet est annulé en 1968.

## Contexte

### Début de l'ère spatiale
En juillet 1955, les États-Unis et l'Union soviétique annoncent, chacun de leur côté, qu'ils lanceront un satellite artificiel en orbite autour de la Terre dans le cadre des travaux scientifiques prévus pour l'Année géophysique internationale (juillet 1957 – décembre 1958).
Début 1956, le concepteur de la Semiorka, Sergueï Korolev, réussit à convaincre les dirigeants soviétiques d'utiliser son missile comme lanceur spatial. À la surprise générale, le 4 octobre 1957, l'Union soviétique est la première à placer en orbite le satellite Spoutnik 1. L'opinion internationale est fascinée par cet événement, qui semble présager le début d'une nouvelle ère technique et scientifique. C'est un choc pour les responsables et l'opinion publique américains, jusqu'alors persuadés de leur supériorité technique. Les dirigeants soviétiques, d'abord surpris par l'impact de ce lancement, ne tardent pas à comprendre le prestige international que le régime peut retirer des succès de sa politique spatiale ; ils décident de se lancer dans un programme ambitieux.
À la même époque, le programme Vanguard, pendant américain du programme spatial russe lancé tardivement et trop ambitieux, enchaîne les échecs. L'équipe de Wernher von Braun parvient finalement à lancer le premier satellite américain, Explorer 1, le 1er février 1958, grâce au lanceur Juno I, improvisé à partir d'un missile balistique Redstone. Mais la petite taille de la charge utile, comparée à celle de Spoutnik, semble confirmer l'avance soviétique. Bien que réticent à investir massivement dans le spatial civil, le président américain Dwight D. Eisenhower décide, le 29 juillet 1958, de la création d'une agence spatiale civile, la NASA, qui doit permettre de fédérer les efforts américains pour mieux contrer les réussites soviétiques : la course à l'espace est lancée. La même année voit naître le programme Mercury, qui doit permettre la mise en orbite des premières missions habitées américaines.
Mais les Soviétiques, qui disposent d'une avance importante et d'une fusée fiable pouvant emporter une grosse charge utile, continuent au cours des années suivantes de multiplier les premières : premier être vivant placé en orbite avec la chienne Laïka (Spoutnik 2), premier satellite à échapper à l'attraction terrestre (Luna 1), premier satellite à s'écraser sur la Lune (Luna 2), première photo de la face cachée de la Lune (Luna 3), premier être vivant à revenir vivant après un séjour dans l'espace (les chiens Belka et Strelka de Spoutnik 5), premier survol de Vénus (Venera 1).

### Programme Mercury
Le programme Mercury est le premier programme spatial américain à avoir envoyé un Américain dans l'espace. Il démarre en 1958, quelques mois après la création de l'agence spatiale américaine NASA (National Aeronautics and Space Administration). Les objectifs du programme sont de placer un homme en orbite autour de la Terre, d'étudier les effets de l'impesanteur sur l'organisme humain et de mettre au point un système de récupération fiable du véhicule spatial et de son équipage.
Six vols spatiaux habités (et dix-neuf vols sans astronaute) ont lieu entre 1959 et 1963 : deux vols suborbitaux effectués par un lanceur Mercury-Redstone et quatre vols orbitaux realisés par un lanceur Atlas. La mission Mercury-Redstone 3 (5 mai 1961) avec à son bord l'astronaute Alan Shepard, premier vol spatial habité américain, parcourt une trajectoire balistique culminant à 186 km. Le premier vol orbital a lieu le 20 février 1962 par Mercury-Atlas 6 (astronaute : John Glenn), qui boucle trois révolutions autour de la Terre. La sixième mission habitée est la plus longue : la capsule de Mercury-Atlas 9 (astronaute : Gordon Cooper) parcourt 22 orbites en environ 36 heures. Le programme ne connaît aucun échec, malgré des défaillances parfois graves de la capsule Mercury.
La capsule Mercury est un véhicule spatial minimaliste de 1,5 tonne et de forme conique, conçu pour accueillir un seul astronaute et doté de moteurs d'orientation lui permettant des manœuvres limitées une fois placé en orbite ainsi que de rétrofusées pour sa rentrée dans l'atmosphère. À la base du cône est placé un bouclier thermique constitué d'un matériau ablatif qui permet au vaisseau de résister à la température engendrée par sa rentrée atmosphérique à très grande vitesse dans les couches denses de l'atmosphère. Une tour de sauvetage située au sommet du véhicule doit permettre d'écarter la capsule Mercury en cas de défaillance du lanceur durant la phase propulsée. La récupération du véhicule spatial se fait en pleine mer.

### Lancement du programmeApollo

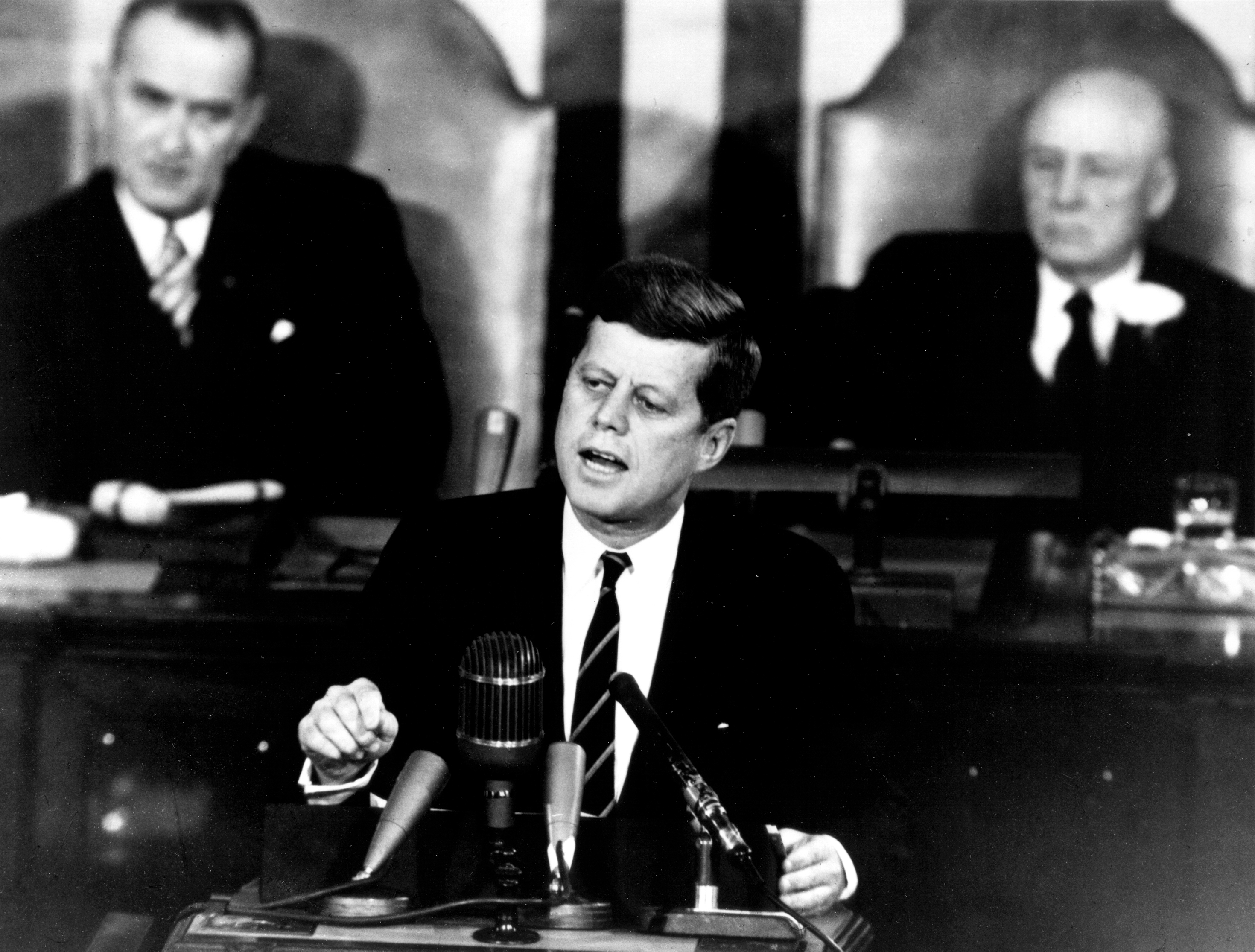
Le président Kennedy annonce le lancement du programme devant le Congrès américain, le 25 mai 1961.

Lorsqu'il arrive au pouvoir, en janvier 1961, le président américain John F. Kennedy est, comme son prédécesseur, peu enclin à donner des moyens importants au programme spatial civil. Mais le lancement du premier homme dans l'espace par les Soviétiques (Youri Gagarine, 12 avril 1961) le convainc de la nécessité de disposer d'un programme spatial ambitieux pour récupérer le prestige international perdu. L'échec du débarquement de la baie des Cochons (avril 1961) destiné à renverser le régime de Fidel Castro installé à Cuba, qui écorne un peu plus l'image des États-Unis auprès des autres nations, contribue également sans doute à son changement de position.
John Kennedy demande à son vice-président Lyndon B. Johnson de lui désigner un objectif qui permettrait aux États-Unis de reprendre le leadership à l'Union soviétique. Parmi les pistes évoquées figurent la création d'un laboratoire spatial dans l'espace et un simple survol lunaire. Le vice-président, qui est un ardent partisan du programme spatial, lui répond que la recherche et l'industrie américaine ont la capacité d'envoyer une mission habitée sur la Lune et lui recommande de retenir cet objectif. Le 25 mai 1961, le président annonce devant le Congrès des États-Unis, lors du Special Message to the Congress on Urgent National Needs, le lancement d'un programme qui doit amener des astronautes américains sur le sol lunaire « avant la fin de la décennie ». Il confirme sa décision dans un autre discours resté célèbre, « we choose to go to the Moon », le 12 septembre 1962.
La proposition du président reçoit un soutien enthousiaste des élus de tous les horizons politiques ainsi que de l'opinion publique, traumatisés par les succès de l'astronautique soviétique. Le premier budget du nouveau programme baptisé Apollo — nom choisi par Abe Silverstein, à l'époque directeur des vols spatiaux habités — est voté à l'unanimité par le Sénat américain. Les fonds alloués à la NASA passent de 400 millions de dollars en 1960 à 5,9 milliards de dollars en 1966, année de son budget le plus important (environ 45 milliards valeur 2015). La NASA, grâce aux qualités manœuvrières de son administrateur James E. Webb, un vieux routier de la politique, peut obtenir chaque année les fonds qu'elle souhaite jusqu'au débarquement sur la Lune, même lorsque le soutien des élus commence à faiblir après 1963. James Webb sait en particulier s'assurer un appui solide auprès du président Lyndon B. Johnson qui a succédé au président Kennedy assassiné en 1963.
Aucun vol orbital américain n'avait encore eu lieu au lancement du programme Apollo. Le seul vol du programme Mercury — ce programme avait débuté en 1959 — avait eu lieu trois semaines avant le discours du président Kennedy et fut un simple vol balistique faute de disposer d'une fusée suffisamment puissante. Il fallut attendre la mission Mercury-Atlas 6 du 20 février 1962 pour que John Glenn devienne le premier astronaute américain à boucler une orbite autour de la Terre. Trois autres vols habités ont lieu en 1962 et en 1963.

## Lancement et objectifs du programme Gemini
Alors que la fin du programme Mercury se profile, des aspects importants du vol spatial tels que les rendez-vous spatiaux, qui jouent un rôle central dans le déroulement des missions lunaires du programme Apollo, ne sont toujours pas maîtrisés. La capsule Mercury, monoplace et disposant de très peu d'autonomie, a atteint ses limites. Les dirigeants de la NASA approuvent en décembre 1961  le développement d'un programme spatial habité destiné à acquérir ces techniques sans attendre la mise au point du vaisseau très sophistiqué Apollo qui sera utilisé pour les futures missions lunaires. Reposant sur un vaisseau spatial biplace  doté de capacités de manœuvres importantes, ce programme est baptisé Gemini (en latin jumeaux) en référence à la constellation des Gémeaux. La société McDonnell Aircraft est sélectionnée en décembre 1961 pour la construction du vaisseau spatial. Le programme Gemini, qui est rendu public début janvier 1962 se voit assigner quatre objectifs :
- maîtriser les techniques de localisation, manœuvre et rendez-vous spatial ;
- mettre au point les techniques permettant de travailler dans l'espace au cours de sorties extravéhiculaires ;
- perfectionner les méthodes de retour sur Terre des vaisseaux spatiaux et leur atterrissage ;
- étudier les conséquences de l'apesanteur sur la physiologie humaine au cours de vols de longue durée.

## Développement du programme

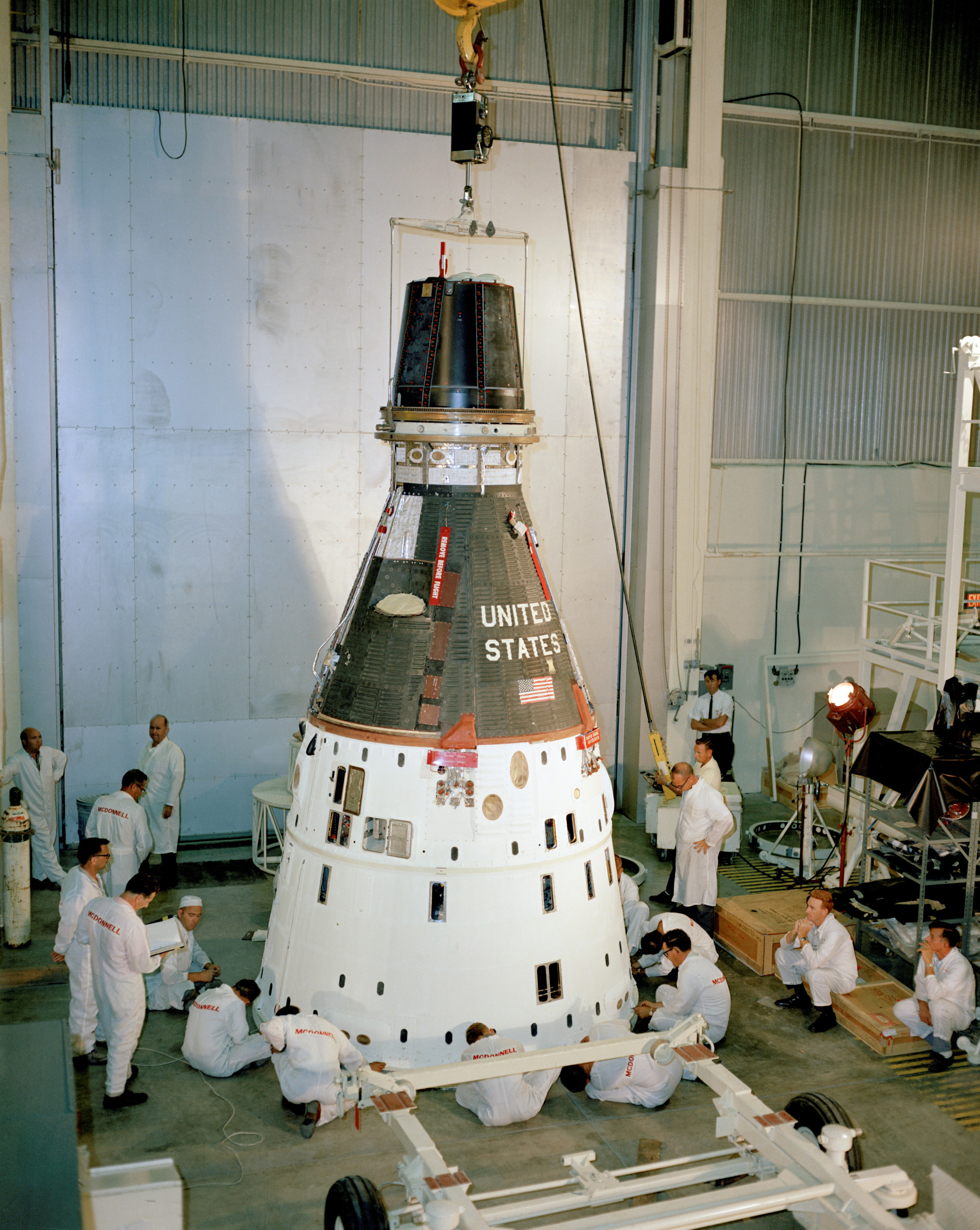
Le vaisseau de la mission Gemini 11 est préparé pour son vol.

Le vaisseau spatial Gemini, qui devait initialement être une simple version améliorée de la capsule Mercury, se transforme au fur et à mesure de son développement en un vaisseau complètement différent de 3,5 tonnes (contre 1 tonne environ pour le vaisseau Mercury), capable de voler avec deux astronautes durant deux semaines. Le vaisseau était lancé par une fusée Titan II, missile de l'armée de l'air américaine reconverti en lanceur. Le programme rencontra des problèmes de mise au point. Le lanceur souffrait d'effet pogo, les piles à combustible utilisées pour la première fois fuyaient et la tentative de mise au point d'une aile volante pour faire atterrir la capsule sur le sol ferme échoua. Tous ces déboires gonflèrent le coût du programme de 350 millions de dollars à 1 milliard de dollars. Toutefois, fin 1963, tout était rentré dans l'ordre et deux vols sans équipage purent avoir lieu en 1964 et début 1965. Le premier vol habité Gemini 3 emporta les astronautes Virgil Grissom et John Young le 23 mars 1965. Au cours de la mission suivante, l'astronaute Edward White réalise la première sortie dans l'espace américaine. Huit autres missions, émaillées d'incidents sans conséquence, s'échelonnèrent jusqu'en novembre 1966 : elles permirent de mettre au point les techniques de rendez-vous spatial et d'arrimage, de réaliser des vols de longue durée (Gemini 7 resta près de 14 jours en orbite) et d'effectuer de nombreuses autres expériences.
Le coût total du programme est de 34,8 milliards de dollars américains (valeur 2019 corrigée de l'inflation).

## Caractéristiques techniques

### Le vaisseau Gemini
Le vaisseau spatial Gemini est le deuxième type de véhicule spatial américain mis au point par la NASA pour ses missions habitées. Conçu initialement comme une évolution du vaisseau Mercury, il est finalement un engin radicalement différent. D'une masse de 3,5 tonnes, il peut emporter deux astronautes pour une mission de deux semaines. Il est équipé d'un radar pour les opérations de rendez-vous, d'un ordinateur de navigation et l'énergie est fournie par des piles à combustibles. Le vaisseau Gemini a la forme d'un cône long de 5,8 mètres pour un diamètre maximal de 3,05 mètres. Sa masse totale est de 3 175 kg. Contrairement au vaisseau Mercury, le vaisseau Gemini est composé de deux parties distinctes : le module de rentrée qui revient sur Terre et le module de service qui est largué avant la rentrée atmosphérique. Les équipements qui étaient à l'intérieur de la cabine dans le vaisseau Mercury sont majoritairement placés dans le module de service non pressurisé. Cette architecture permet de remplacer rapidement un équipement défaillant au sol. Le vaisseau est utilisé au cours de douze missions spatiales entre 1964 et 1966 dont dix avec équipage.

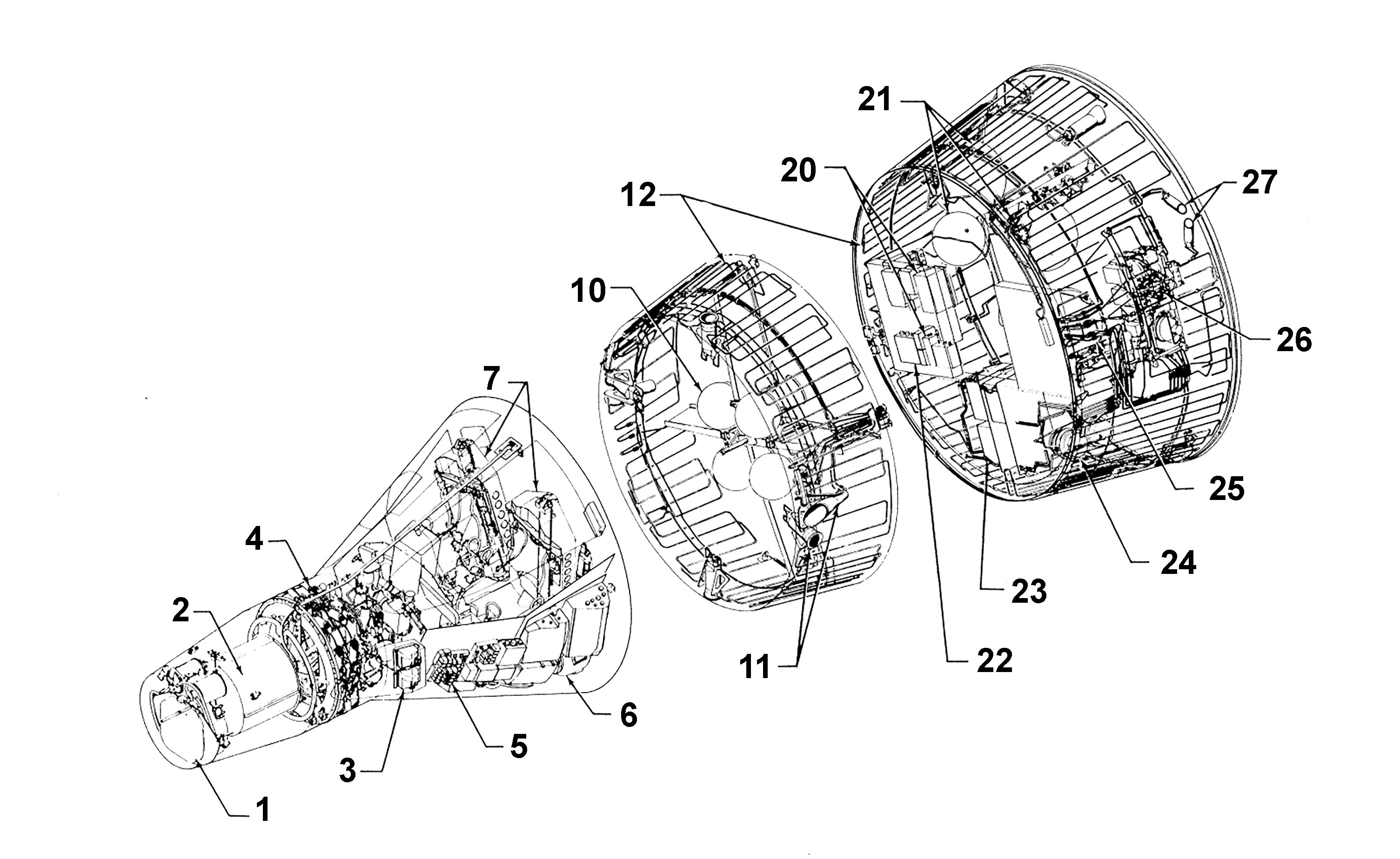
Schéma du vaisseau Gemini avec la position des principaux équipements : 1 Radar utilisé pour le rendez-vous orbital - 2 Parachutes - 3 Capteur d'horizon - 5 Équipements électriques - 6 Centrale à inertie - 7 Sièges éjectables - 10 Rétrofusées - 11 Moteurs-fusées utilisés pour les manœuvres orbitales - 12 Radiateur du système de régulation thermique - 20 Équipement de télécommunications - 21 Réservoirs d'ergols - 22 Équipements utilisés par les instruments - 23 Système de production électrique (Accumulateurs/piles à combustible) - 24 Réservoir d'eau potable - 25 Réservoir d'oxygène - 26 Pompes du circuit de régulation thermique - 27 Moteurs-fusées utilisés pour le contrôle d'attitude.

Le retour du module de rentrée se fait par amerrissage. Des essais d'étanchéité du module sont réalisés en avril 1964 dans le golfe du Mexique. Ils prévoient d'embarquer dans le module un pilote spatial et un ingénieur pendant 12 heures pour tester son comportement en mer.

### Le lanceur Titan
En novembre 1963, la NASA décide d'utiliser le missile balistique intercontinental Titan II pour lancer les vaisseaux Gemini. Ce gros missile d'une masse de 154 tonnes et haut d'environ 30 mètres comporte deux étages. Ses moteurs brûlent un mélange d'ergols hypergoliques de peroxyde d'azote et d'aérozine 50. À l'époque, l'agence spatiale américaine n'a pas le choix car il n'existe aucun autre lanceur américain capable de mettre en orbite les 3 600 kg du vaisseau Gemini biplace (Titan II pouvait placer 3 810 kg en orbite basse). Le lanceur est alors dans une phase de développement et fonctionne avec un niveau de vibrations longitudinales (effet pogo) très élevé (+/- 2,5 g). La NASA ayant besoin, pour lancer des équipages humains, que ce niveau soit abaissé à +/- 0,25 g accepte de participer au financement des améliorations réduisant les vibrations. Ces modifications comportent notamment l'abaissement de la pression dans la chambre de combustion des moteurs. Douze lanceurs seront construits pour le programme de la NASA plus deux exemplaires pour qualifier cette version. Toutes les fusées du programme Gemini sont tirées depuis une unique rampe de lancement du missile, située sur la base de lancement de Cap Canaveral et reconvertie pour un usage civil : le délai de mise en œuvre du lanceur est tellement réduit que la NASA parvient à lancer deux missions Gemini à moins de dix jours d'intervalle depuis la même installation (Gemini 6 et Gemini 7). Le premier vol sans équipage a lieu le 8 avril 1964 lors de la mission Gemini 1 (vol de qualification, le premier vol avec équipage le 23 mars 1965 pour la mission Gemini 3) et l'utilisation du lanceur dans le cadre du programme de la NASA s'achève avec la mission Gemini 12 qui décolle le 11 novembre 1966. Le coût total du développement et de fabrication des Titan utilisées par la NASA se monte à 283,2 millions de dollars. Tous les lancements sont réussis : le seul incident à déplorer est une mise à feu interrompue au sol pour Gemini 6. L'utilisation du missile Titan II comme lanceur semble s'achever en 1966 ; il reprendra plus tard avec la version 23G lorsque les missiles installés dans les silos seront retirés du service.

### L'étage cible Agena

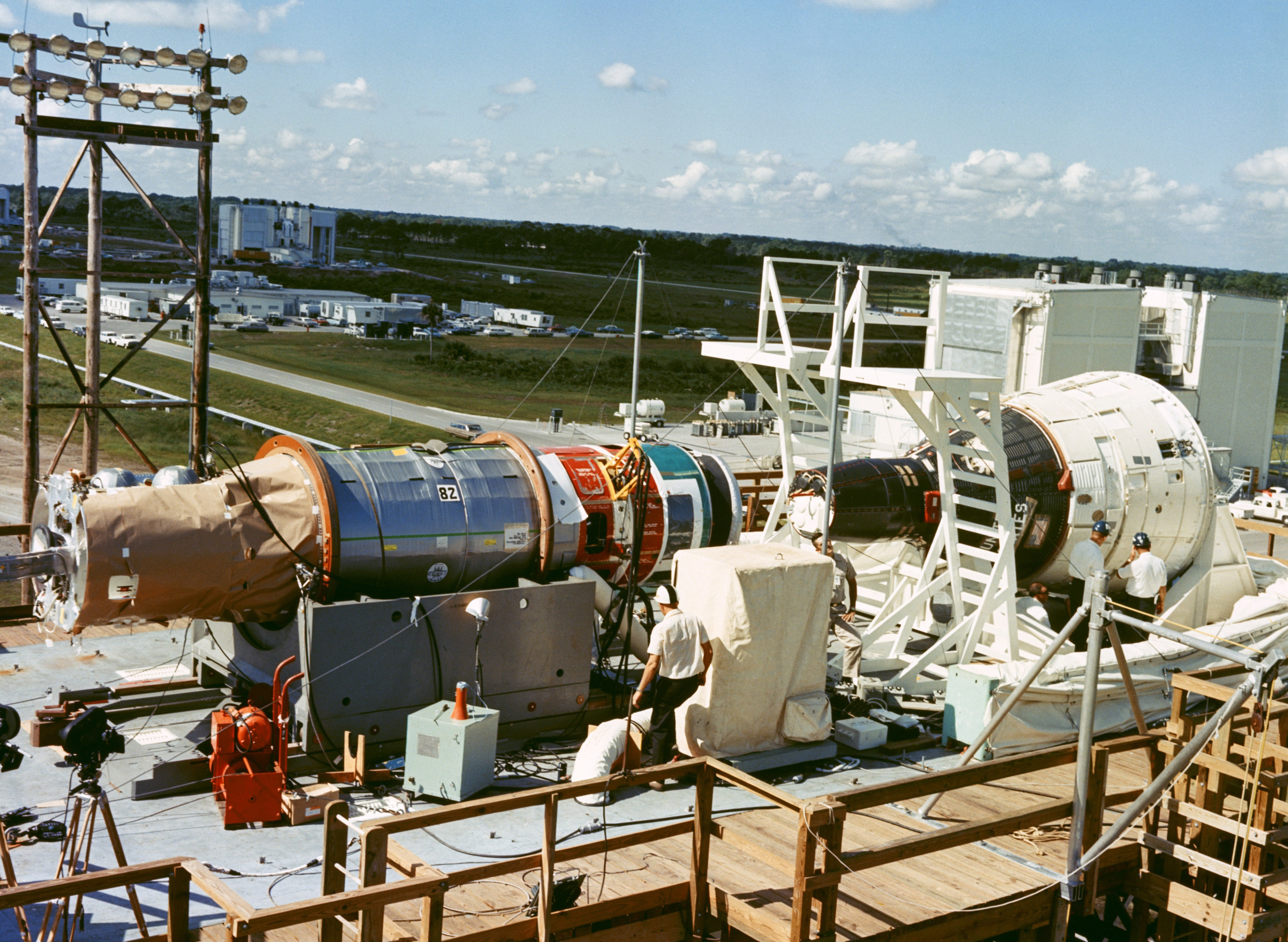
En 1965 test d'amarrage au sol d'un étage Agena (à gauche) avec un vaisseau Gemini (à droite).

Pour réaliser les manoeuvres de rendez-vous et d'amarrage entre deux engins spatiaux, une version de l'étage de fusée Agena modifiée et équipée d'un dispositif d'amarrage est utilisé. Cette version est baptisée  Gemini-Agena Target Vehicle (GATV en français Véhicule cible Gemini-Agena). L'étage de fusée Agena était utilisée avec succès depuis 1959 comme second étage par les lanceurs spatiaux Thor et Atlas. Développé par Lockheed, il est propulsé par un moteur-fusée à ergols liquides XLR81 d'une poussée de 7 tonnes brulant des ergols hypergoliques qui sont injectés dans la chambre de combustion par une turbopompe. Le moteur-fusée peut être rallumé deux fois depuis la version Agena B. Pour répondre aux exigences du programme Gemini (le moteur-fusée doit pouvoir être redémarré au moins cinq fois), le système de mise à feu, qui met en mouvement la turbopompe alimentant en ergols la chambre de combustion, est complètement modifié. Les blocs de propergol solide à usage unique sont remplacés par un générateur de gaz brulant des ergols liquides. Par ailleurs le système de propulsion secondaire chargé du contrôle d'attitude est profondément remanié principalement pour le rendre modulaire. Le dispositif d'amarrage ajouté comprend une pièce mécanique en forme de cône à l'extrémité de l'étage dans laquelle doit s'insérer la pièce d'amarrage du vaisseau Gemini. Le cône est fixé au corps de la fusée par des vérins absorbant le choc. Il comprend des verrous pour sécuriser l'amarrage et un mécanisme de rétractation pour mettre en contact des prises ombilicales situées sur chaque engin. Pour faciliter les opérations de rendez-vous, plusieurs antennes radio, un transpondeur radar et des feux de position ont été ajoutés. Enfin pour certaines missions l'étage Agena emporte des expériences qui doivent être récupérées par l'équipage du vaisseau Gemini lors d'une sortie extravéhiculaire. L'étage, de forme cylindrique, est long de 7,93 mètres pour un diamètre de 1,52 mètres. Sa masse à vide est de 1 834 kilogrammes et il emporte 6 375 kilogrammes d'ergols. Il est placé en orbite par un lanceur spatial Atlas.     

## Déroulement d'une mission

### Rentrée atmosphérique
Trois parachutes sont successivement utilisés pour stabiliser puis ralentir la capsule Gemini et enfin placer le vaisseau dans la configuration prévue pour son amerrissage dans l'océan. Pour que le déploiement des parachutes puisse être initié, l'équipage doit basculer un interrupteur qui arme les dispositifs pyrotechniques impliqués. Lorsque l'altitude n'est plus que de 15 000 m environ, un mortier déclenche automatiquement l'ouverture d'un parachute extracteur (diamètre 2,5 mètres). Il n'est que partiellement déployé durant les 16 premières secondes pour réduire la décélération. Son rôle est de stabiliser l'orientation du vaisseau. A une altitude d'environ 3 000 mètres le parachute pilote (diamètre de 5,6 mètres) est libéré de manière à permettre son déploiement par le parachute extracteur. L'ouverture du parachute pilote est également bridée durant 6 secondes. 2,5 secondes après cette opération, la section avant du vaisseau (contenant le radar) se détache tout en restant à la fois solidaire de la capsule et des parachutes) de manière à permettre par la suite le déploiement du parachute principal (diamètre 26 mètres). Celui-ci est à son tour déployé de manière bridée puis complètement. Dans la phase finale le point d'attache du parachute principal  qui était situé au sommet de la capsule se dédouble (le deuxième point d'attache est situé au niveau du bouclier thermique) de manière que le vaisseau pénètre dans l'océan bouclier thermique en avant avec l'axe principal du vaisseau faisant un angle d'environ 45° avec la surface et deux antennes VHF sont déployées pour permettre les contacts avec les équipes de récupération. Après l'amerrissage l'équipage déclenche le largage du parachute en positionnant un interrupteur.

### Ejection en cas de défaillance
Contrairement aux vaisseaux Mercury et Apollo, le vaisseau Gemini ne dispose pas d'une tour de sauvetage permettant en cas de défaillance du lanceur Titan de séparer la cabine de l'équipage de la fusée en la propulsant à l'écart des débris et de la boule de feu et donnant le temps au parachute de l'astronaute de se déployer et de réduire suffisamment la vitesse pour permettre un amerrissage en douceur. En cas d'anomalie de fonctionnement du lanceur les astronautes du vaisseau Gemini utilisent un siège éjectable. Le système d'éjection est conçu pour fonctionner en cas de défaillance sur le pas de tir (altitude 0 mètres) et jusqu'à une altitude de 21 000 mètres et une vitesse de  Mach 2,86. Toutefois pour différentes raisons , il a été décidé qu'à compter de 4 500 mètres d'altitude, l'équipage resterait dans le vaisseau et utiliserait la séquence d'atterrissage normale : utilisation des rétrofusées pour s'écarter du lanceur puis ouverture successive des trois parachutes.
L'éjection de l'équipage est déclenchée lorsqu'un des deux astronautes tire une poignée située entre ses jambes qui n'est rendue accessible que durant les phases de lancement et de retour sur Terre. Son actionnement déclenche successivement l'ouverture des deux écoutilles un quart de seconde plus tard puis la mise à feu de la fusée fixée au siège. Sous l'action de la fusée qui fonctionne durant quelques dizièmes de seconde le siège, qui est monté sur des rails, coulisse le long de ceux-ci puis est est éjecté à l'extérieur du vaisseau Gemini. La trajectoire d'éjection fait un angle de 8,2 ° au-dessus de l'axe de la fusée (pour gagner en altitude si l'éjection est déclenchée au sol) et avec un angle de 24° entre les deux astronautes pour éviter une collision. L'astronaute est propulsé environ 100 mètres plus haut et à 200 mètres de distance avant que ne s'enclenche la séquence d'ouverture du parachute. Dès l'extinction de la fusée, les sangles qui maintiennent l'astronaute sur le siège s'ouvrent automatiquement et l'astronaute est écarté du siège qui poursuit une trajectoire distincte. Si l'éjection se produit à une altitude supérieure à 2000 mètres une ballute s'ouvre après un délai de 5 secondes pour stabiliser le vol avant l'ouverture du parachute principal. En dessous de cette altitude un mortier déploie un parachute pilote qui après s'être gonflé extrait le parachute principal. Une fois celui-ci déployé les deux kits de survie et le radeau gonflable (ce dernier se gonfle automatiquement) se séparent tout en restant attachés à l'astronaute par un cordage.

## Les missions Gemini

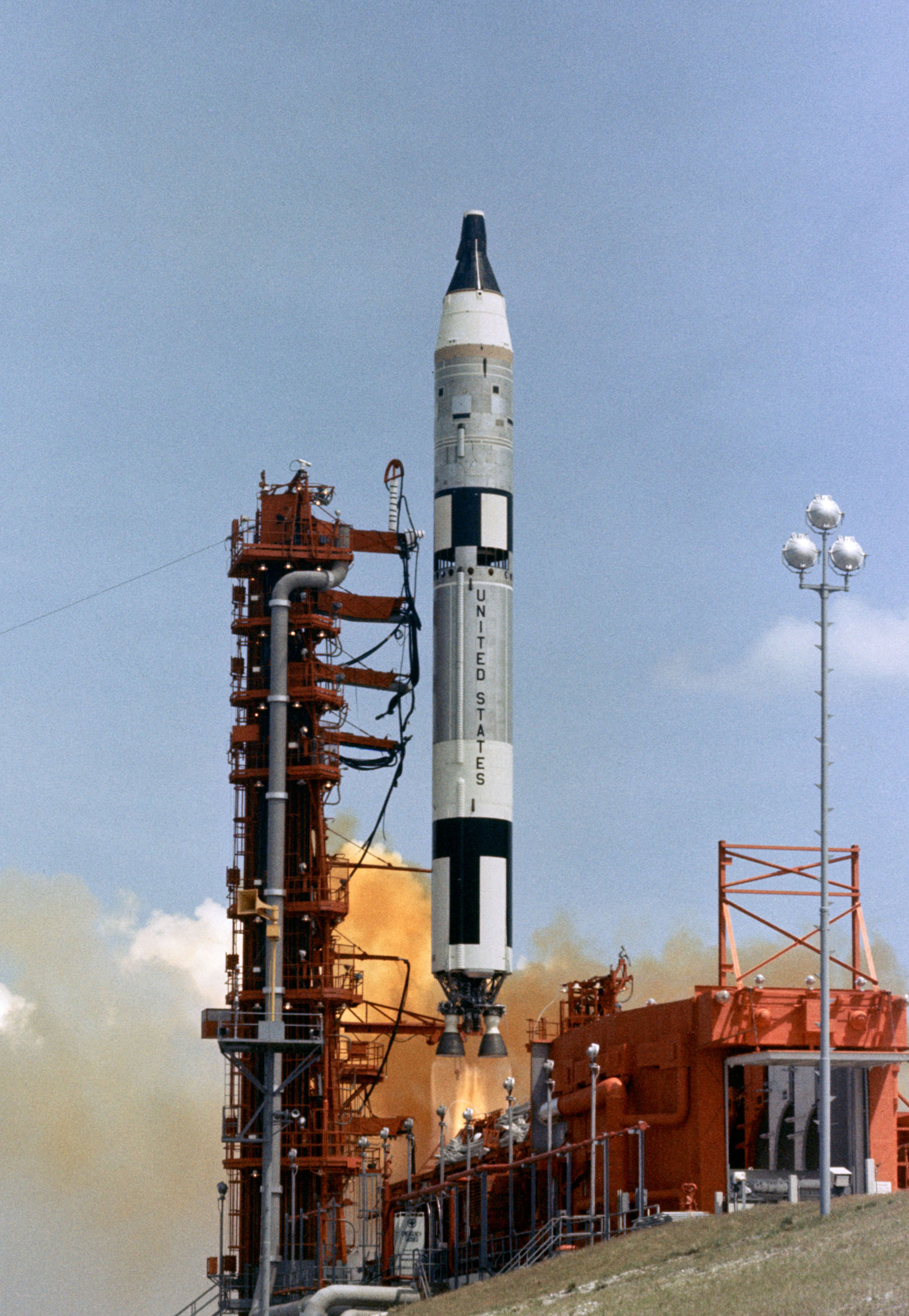
Décollage de Gemini 1.

### Vols sans équipage

#### Gemini 1
Gemini 1 est le premier vol du lanceur Titan 2 dans la configuration utilisée pour le programme Gemini et du vaisseau Gemini. Effectué sans équipage à bord, il a pour objectif de vérifier le fonctionnement de la fusée durant toutes les phases de vol, la compatibilité de celle-ci avec le vaisseau spatial et l'intégrité structurale de ce dernier. Le lancement a lieu le 8 avril depuis le complexe de lancement 19 de la base de Cape Canaveral. Le deuxième étage du lanceur n'est pas éjecté après la mise en orbite. L'ensemble boucle 64 orbites avant d'effectuer une rentrée atmosphérique le 12 avril.

#### Gemini 2
Le deuxième vol de l'ensemble Titan/Vaisseau Gemini est également effectué sans équipage. Il a pour objectif de vérifier le fonctionnement du bouclier thermique qui protège le vaisseau Gemini durant la rentrée atmosphérique. Les objectifs secondaires sont  de tester le fonctionnement du système de télécommunications, des piles à combustible et du lanceur. Le vaisseau décolle le 19 janvier 1965 et effectue un vol suborbital (altitude maximale 171,2 kilomètres) d'une durée de 18 minutes. Tous les objectifs sont remplis sauf les tests sur les piles à combustible qui ont du être désactivés avant même le lancement.

### Gemini 3
Gemini 3 est le premier vol du programme Gemini embarquant des astronautes. Il est lancé le 23 mars 1965 avec à son bord  Virgil Grissom, commandant de la mission, et John Young. C'est la première mission habitée américaine avec un équipage de deux personnes. Le principal objectif de cette mission est d'évaluer la conception du vaisseau Gemini, le réseau de suivi terrestre, le système de propulsion  OAMS (Orbit Attitude and Maneuver System) permettant d'effectuer les manoeuvres orbitales et de controler l'attitude, le système de guidage utilisé pour la rentrée atmosphérique. Les objectifs secondaires portent sur l'évaluation de l'équipement des astronautes et les effets des vibrations (POGO) sur l'équipage, la réalisation de trois expériences et de photographies de la Terre. Une fois en orbite, l'équipage met à feu des moteurs pour modifier les caractériques de l'orbite puis se placer sur une orbite suffisament basse (84 kilomètres au périgée) pour que la rentrée atmosphérique se déclenche automatiquement en cas de défaillance des rétrofusées. A une altitude de 90 kilomètres le vaisseau largue 7 kilogrammes d'eau qui en se mélangeant avec le plasma ionisé entourant le vaisseau améliore les communications radio durant la période de black-out génére par la traversée de l'ionosphère. Le vaisseau amerrit à 111 kilomètres du point visé. Au cours de la mission d'une durée de 4 heures et 52 minutes le vaisseau a bouclé trois orbites.

### Gemini 4
Le vaisseau Gemini 4 est lancé le 23 mars 1965 avec à son bord  James McDivitt, commandant de la mission, et Edward White. L'objectif principal est de tester les performances des astronautes et du vaisseau et d'évaluer les procédures, le déroulement des tâches et le planning durant un séjour prolongé dans l'espace. Les objectifs secondaires sont de réaliser une sortie extravéhiculaire et de d'effectuer des manoeuvres de rendez-vous orbital (sans amarrage) avec le deuxième étage de la fusée Titan puis de maintien de position par rapport à celui-ci, d'évaluer les différents systèmes du vaisseau, de démontrer sa capacité à manoeuvrer en restant dans son plan orbital ou le quittant et enfin de vérifier la capacité du système de propulsion en tant que système de secours pour le déclenchement de la rentrée atmosphérique. L'équipage doit par ailleurs réaliser 11 expériences dont l'utilisation du sextant pour déterminer la position du vaisseau (solution qui sera mise en oeuvre au cours des missions du programme Apollo). La mission est un demi échec car l'équipage dépense une grande quantité d'ergols sans parvenir à maintenir une position relative stable par rapport à l'étage Titan. White effectue la première sortie extra-véhiculaire américaine d'une durée de 20 minutes, un mois et demi après celle du soviétique Alexei Leonov. Au cours de la mission d'une durée de 4 jours et 2 heures le vaisseau a bouclé 62 orbites.

Gemini 3 et 4
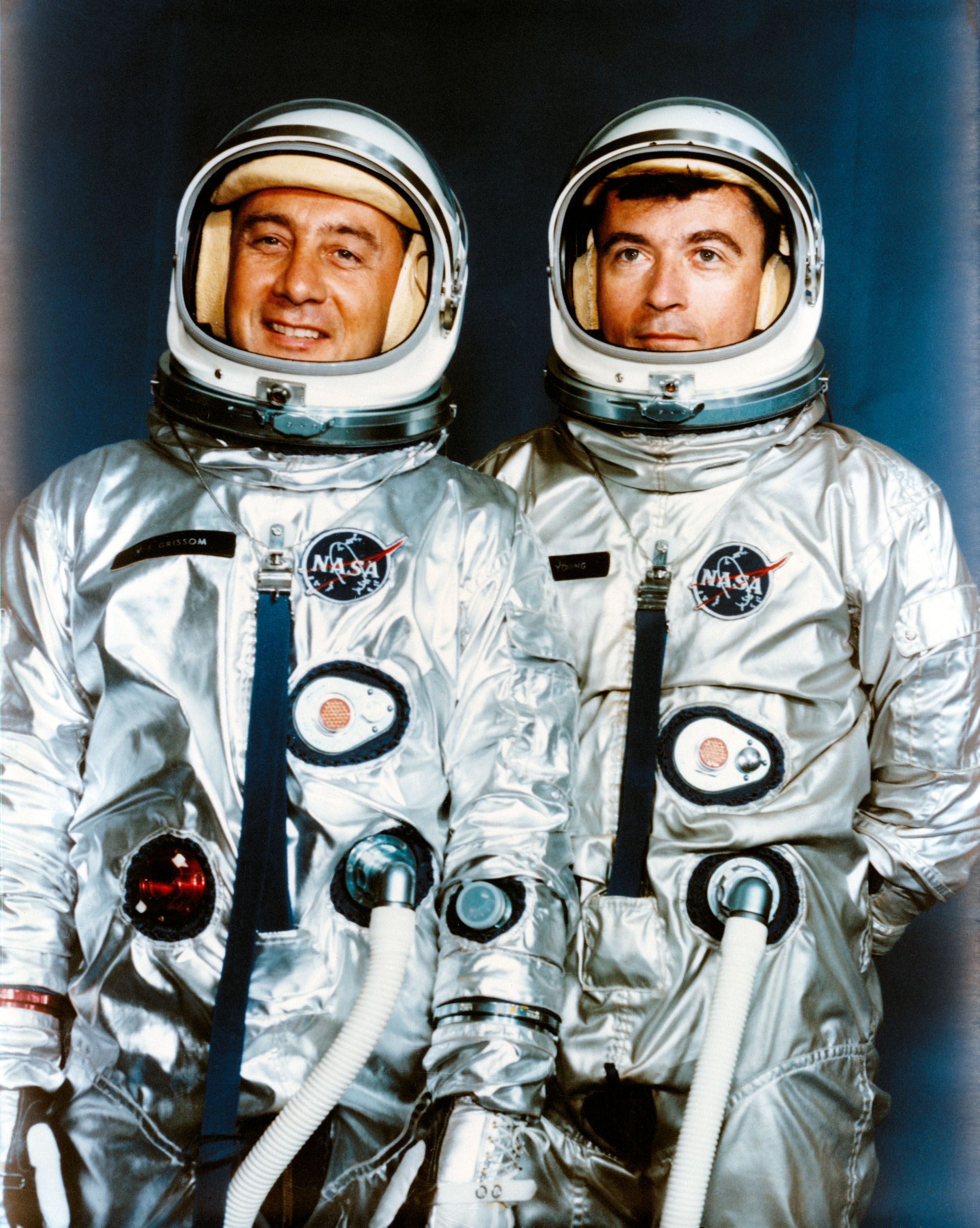
Gemini 3 : Le premier équipage : Grissom et Young.
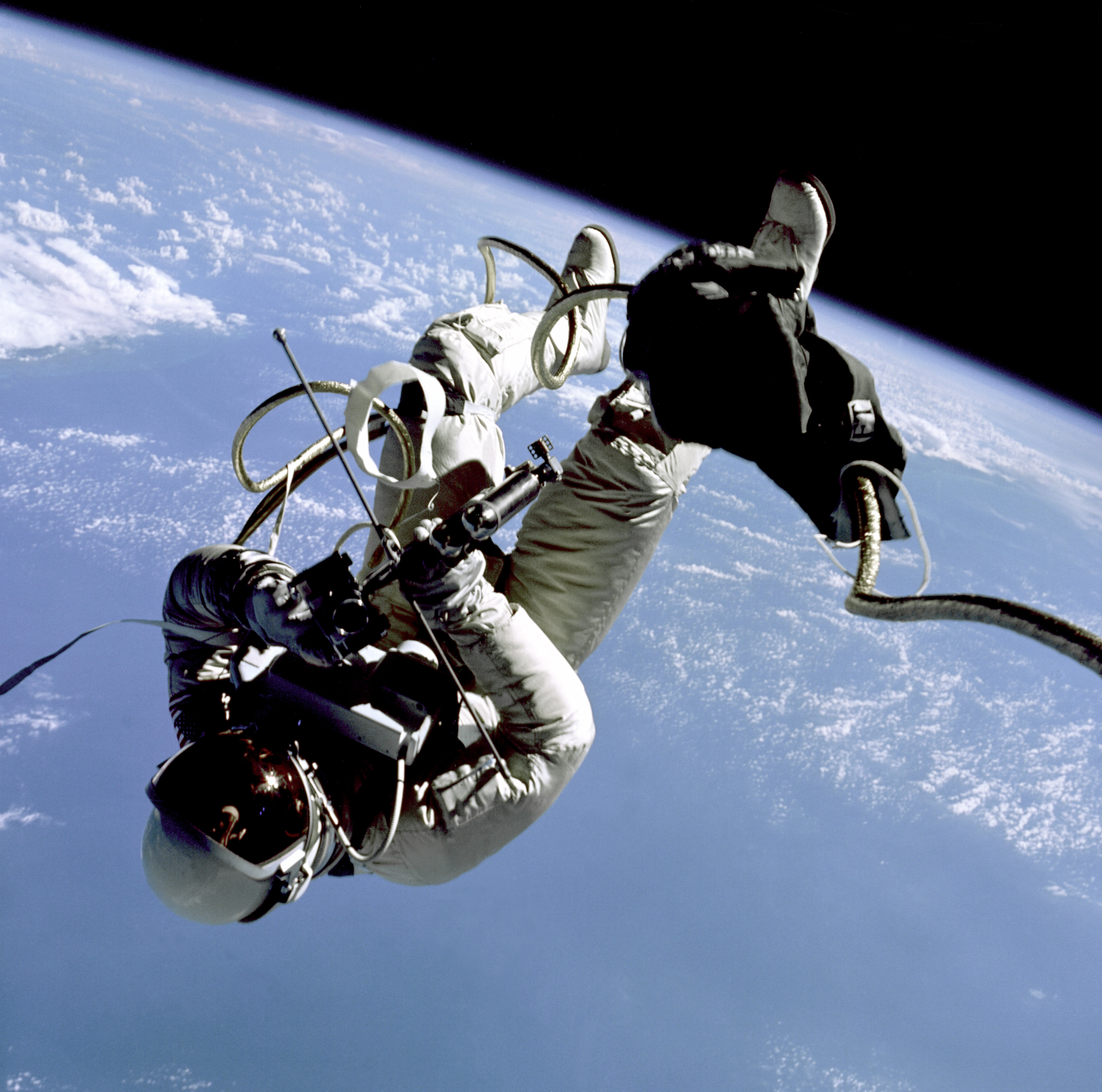
Gemini 4 : White photographié durant sa sortie extravéhiculaire.

### Gemini 5
La mission Gemini 5 décolle le  21 août 1965 avec à son bord  Gordon Cooper, commandant de la mission, et Charles Conrad. Deux objectifs sont poursuivis : affiner la technique de rendez-vous orbital et réaliser un vol d'une durée proche de celle des futures missions lunaires (7 jours) pour étudier l'endurance de l'équipage dans l'espace. La mission doit également valider l'utilisation de piles à combustible qui présentent l'avantage d'être cinq fois moins lourdes que des batteries chimiques classiques. L'équipage doit par ailleurs réaliser 17 expériences. Au cours de la mission le fonctionnement des piles à combustible est perturbé par de nombreux dysfonctionnements et le rendez-vous avec un simulacre largué par l'équipage est annulé et remplacé par une simulation de rendez-vous. Revenu au sol des tests  effectués pour évaluer l'impact du séjour prolongé des deux astronautes dans l'espace sur leur santé démontrent qu'un équipage peut séjourner plus d'une semaine dans l'espace. Toutefois l'impact de l'apesanteur sur le corps humain, qui est mesuré à cette occasion, n'est pas nul : décalcification des os, diminution du taux de globules blancs... Au cours de la mission d'une durée de 7 jours et 23 heures  le vaisseau boucle 120 orbites.

### Gemini 6A
Le vaisseau Gemini 6 est lancé le 15 décembre 1965 avec à son bord  Walter Schirra, commandant de la mission, et Thomas Stafford. Initialement l"équipage doit réaliser un rendez-vous orbital avec un étage de fusée Agena et amarrer son vaisseau à celui-ci qui a été équipé d'une pièce d'amarrage pour ce besoin. L'équipage doit réaliser également quatre expériences, évaluer le système de guidage utilisé pour la rentrée atmosphérique et tester différents systèmes du vaisseau. Ce programme est bouleversé par l'explosion de la fusée qui doit lancer l'étage Agena. En conséquence l'objectif est modifié : la mission rebaptisée Gemini 6A, dont le lancement est repoussé de trois semaines, a désormais pour objectif de réaliser un rendez-vous orbital sans amarrage avec le vaisseau Gemini 7 qui a été lancé dix jours auparavant.La mission est un succès et les deux vaisseaux parviennent à s'approcher jusqu'à 30 centimètres l'un de l'autre. Au cours de la mission d'une durée de 3 jours et 2 heures le vaisseau  boucle 16 orbites.

### Gemini 7
La mission  Gemini 7 est lancée le 4 décembre 1965 avec à son bord  Edward White, commandant de la mission, et Michael Collins. Les objectifs de ce vol sont de tester le fonctionnement du vaisseau et le comportement de l'équipage durant un vol d'une durée record de deux semaines, d'effectuer un vol stationnaire à proximité du deuxième étage du lanceur Titan, de servir de cible pour un rendez-vous orbital avec le vaisseau Gemini 6, d'évaluer le comportement de l'équipage en combinaison spatiale légère et en "bras de chemise" et de réaliser un amerrissage de précision. L'équipage doit également réaliser trois expériences scientifiques, quatre expériences technologiques, quatre tests du vaisseau et 8 expériences médicales. L'orbite est modifiée à plusieurs reprises durant la mission. Dans un premier temps le périgée est augmenté passant de 161 à 230 kilomètres pour que le vaisseau n'effectue pas une rentrée atmosphérique prématurée puis l'orbite est circularisée (altitude 300 kilomètres) pour préparer le rendez-vous orbital avec le vaisseau Gemini 6. Celui-ci est réalisé avec succès le 15 décembre. Les vaisseaux évoluent à faible distance l'un de l'autre et les quatre astronautes s'entrainent à manœuvrer en formation. L'équipage déclenche la rentrée atmosphérique le 18 décembre et amerrit à 12 kilomètres du point visé. Les principaux objectifs de la mission ont été atteints. Au cours de la mission d'une durée de 13 jours et 19 heures le vaisseau  boucle 206 orbites.

Gemini 5 et 7
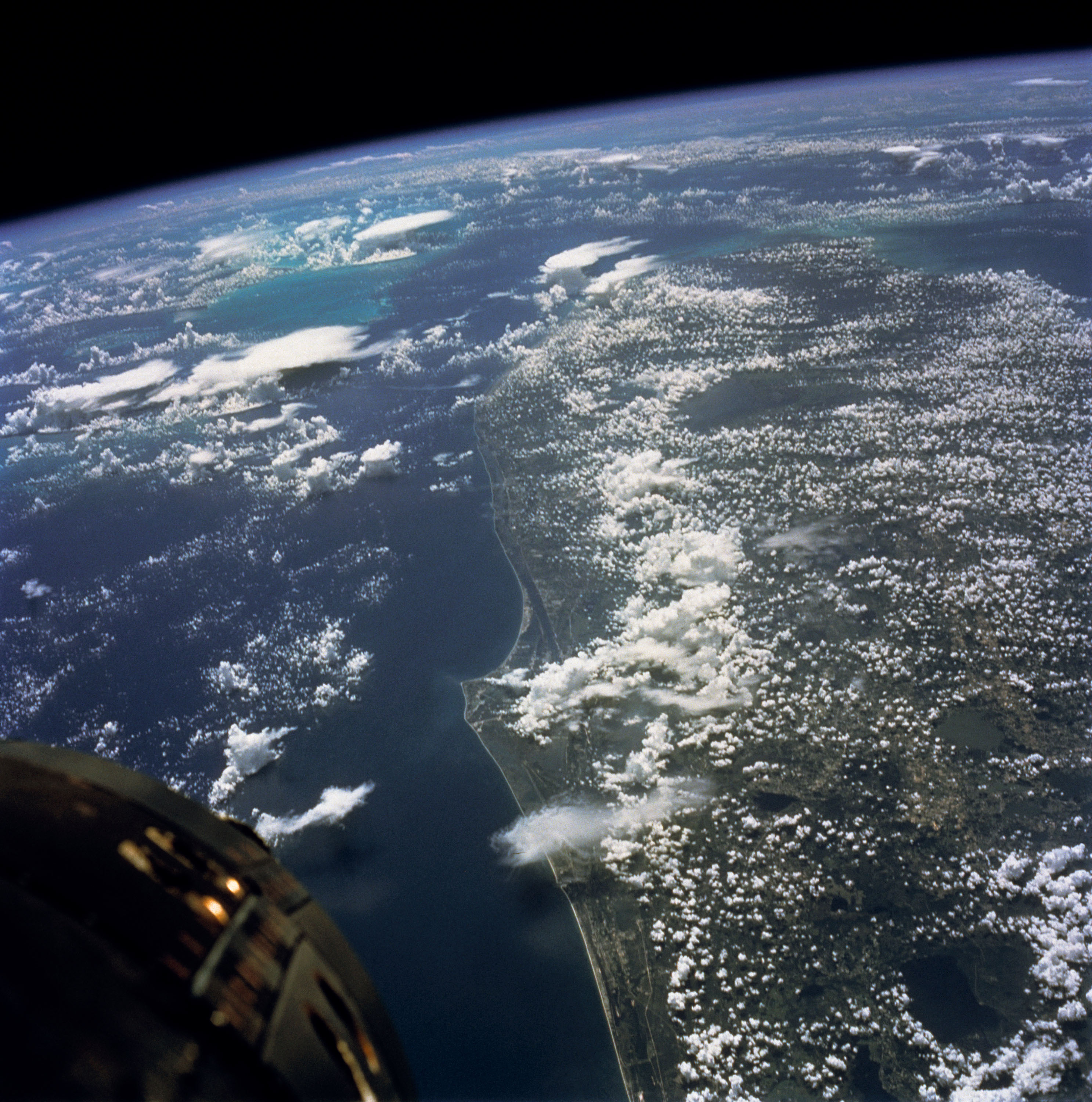
Cap Canaveral vu depuis Gemini 5.
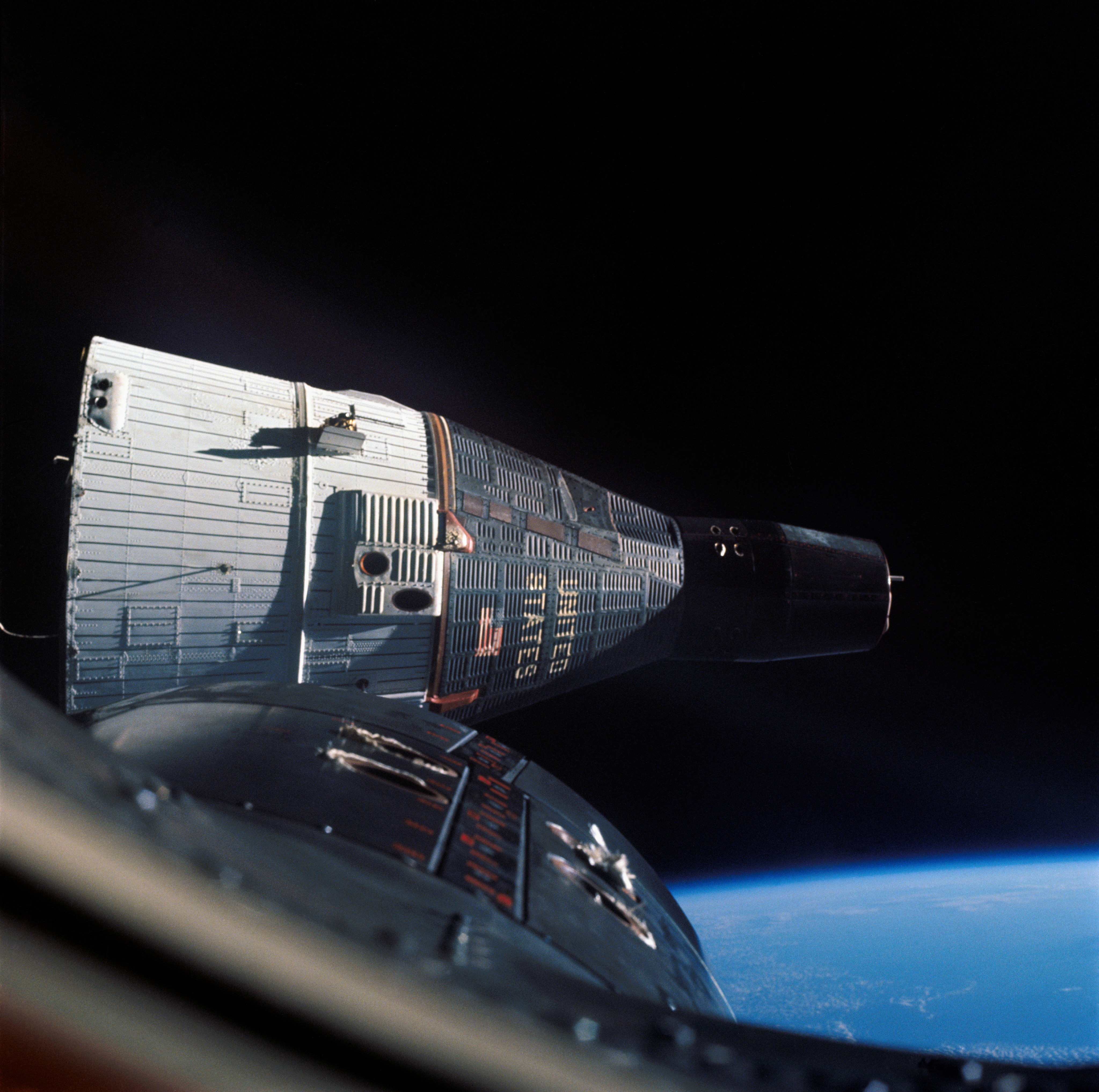
Rendez-vous spatial entre Gemini 6A et Gemini 7 (1965) : le programme Gemini a permis de mettre au point la technique de rendez-vous spatial qui sera utilisée par le module lunaire et le CSM.

### Gemini 8
La mission  Gemini 8 est lancée le 16 mars 1966 avec à son bord  Neil Armstrong, commandant de la mission, et David Scott. Les deux objectifs principaux de la mission sont : d'une part réaliser un rendez-vous spatial et s'amarrer à un engin spatial cible Agena et d'autre part effectuer une sortie extravéhiculaire avec l'AMU (Automatically Maneuvering Unit), un prototype du Manned Maneuvering Unit. Les astronautes doivent également réaliser dix expériences scientifiques, technologiques et médicales. Quelques heures après le lancement, à la suite de plusieurs manœuvres destinées à modifier l'orbite du vaisseau, Amstrong parvient à amarrer celui-ci à l'étage Agena. Mais une fois cette opération réalisée l'ensemble se met à tournoyer. L'équipage largue alors l'étage Agena mais la vitesse de rotation s'accroit atteignant presque un tour par seconde. Armstrong ne parvient à stopper le mouvement de rotation qu'en utilisant de manière continue la propulsion du vaisseau Gemini. Après une série de tests l'équipage parvient à identifier l'origine du problème : le moteur-fusée de contrôle d'attitude fonctionne de manière continue. On découvrira au sol que la valve permettant d'interrompre l'alimentation en ergols s'est bloquée en position ouverte à la suite d'un court-circuit électrique. Ayant presque épuisé les ergols, la décision est prise d'interrompre la mission. La rentrée atmosphérique est déclenchée et l'équipage parvient à poser le vaisseau près d'un site de récupération secondaire. Armstrong sera félicité pour son sang-froid qui a permis de sauver l'équipage d'une issue qui aurait pu être fatale. Il sera sélectionné pour mener la première mission à la surface de la Lune (Apollo 11) et démontrera une fois de plus durant celle-ci ses capacités en menant à bien cette mission malgré le quasi épuisement des ergols lors de la dernière phase de l'atterrissage. Malgré l'incident ayant interrompu la mission, celle-ci a permis  de remplir l'objectif principal (amarrage entre deux vaisseaux) qui constitue la raison d'être du programme Gemini. Au cours de la mission Gemini 8 d'une durée de 11 heures (au lieu de trois jours et demi), le vaisseau a bouclé 7 orbites.

### Gemini 9
La mission  Gemini 9 est lancée le 3 juin 1966 avec à son bord  Thomas Stafford , commandant de la mission, et Eugene Cernan. Cet équipage remplace Elliot See et Charles Bassett qui se sont tués à l'entrainement quatre mois plus tôt à bord de leur avion à réaction T-38 en effectuant un atterrissage par mauvais visibilité. Après le demi-échec de la mission Gemini 8, Gemini 9 en récupère les deux principaux objectifs : d'une part réaliser un rendez-vous spatial et s'amarrer à un engin spatial cible Agena et d'autre part effectuer une sortie extravéhiculaire avec Automatically Maneuvering Unit (AMU), un prototype du Manned Maneuvering Unit. Le lancement d'étage Agena ayant échoué il est remplacé par l'ATDA (ce petit engin spatial a été développé pour faire face à l'indisponibilité de l'étage Agena mais il ne dispose pas de capacité de manœuvres. Il ne sera utilisé que pour ce vol). La mission doit également tenter de réaliser un amerrissage de précision. L'équipage doit par ailleurs réaliser des photographies de la lumière zodiacale, mener deux expériences portant sur les micrométéorites et réaliser deux expériences technologiques et une expérience médicale. Une fois en orbite, l'équipage, après avoir effectué trois manœuvres pour adapter son orbite, parvient à moins de 8 mètres de l'ATDA qui a été lancé dans l'espace précédemment. Les astronautes confirment l'information fournie par des capteurs au sol à savoir que la coiffe recouvrant la pièce d'amarrage de l'ATDA est restée fixée au corps de la fusée empêchant de mener à bien l'amarrage des deux engins spatiaux. En conséquence le déroulement de la mission est modifiée et deux manœuvres de rendez-vous sont réalisées en simulant les opérations qui seront effectuées par le vaisseau Apollo et le module lunaire. Le lendemain Cernan entame une sortie extravéhiculaire en restant attaché au vaisseau par un cordon. Pour se déplacer il utilise un pistolet à gaz comprimé, déjà mis en œuvre durant la mission Gemini 4. Il était prévu que Cernan enfile l'AMU fixé à l'extérieur du vaisseau puis, après avoir permuté le système d'alimentation en oxygène désormais fourni par cet équipement, qu'il s'éloigne de 45 mètres du vaisseau en restant solidaire de celui-ci par un mince câble. Mais Cernan ne parvient à enfiler l'AMU qu'en fournissant quatre ou cinq fois plus d'efforts que prévu. Le système contrôlant l'environnement de sa combinaison spatiale ne parvient pas à faire face et la visière de l'astronaute est obscurci par la buée. Par ailleurs l'émetteur radio de l'AMU ne fonctionne pas correctement. La sortie est interrompue et Cernan réintègre l'habitacle après un séjour dans l'espace de 2 heures et 8 minutes. Le lendemain, la rentrée atmosphérique du vaisseau est déclenchée et celui-ci amerrit à seulement 700 mètres du point visé. Au cours de la mission, d'une durée de 3 jours et 20 minutes, le vaisseau boucle 47 orbites.

Gemini 8 et 9
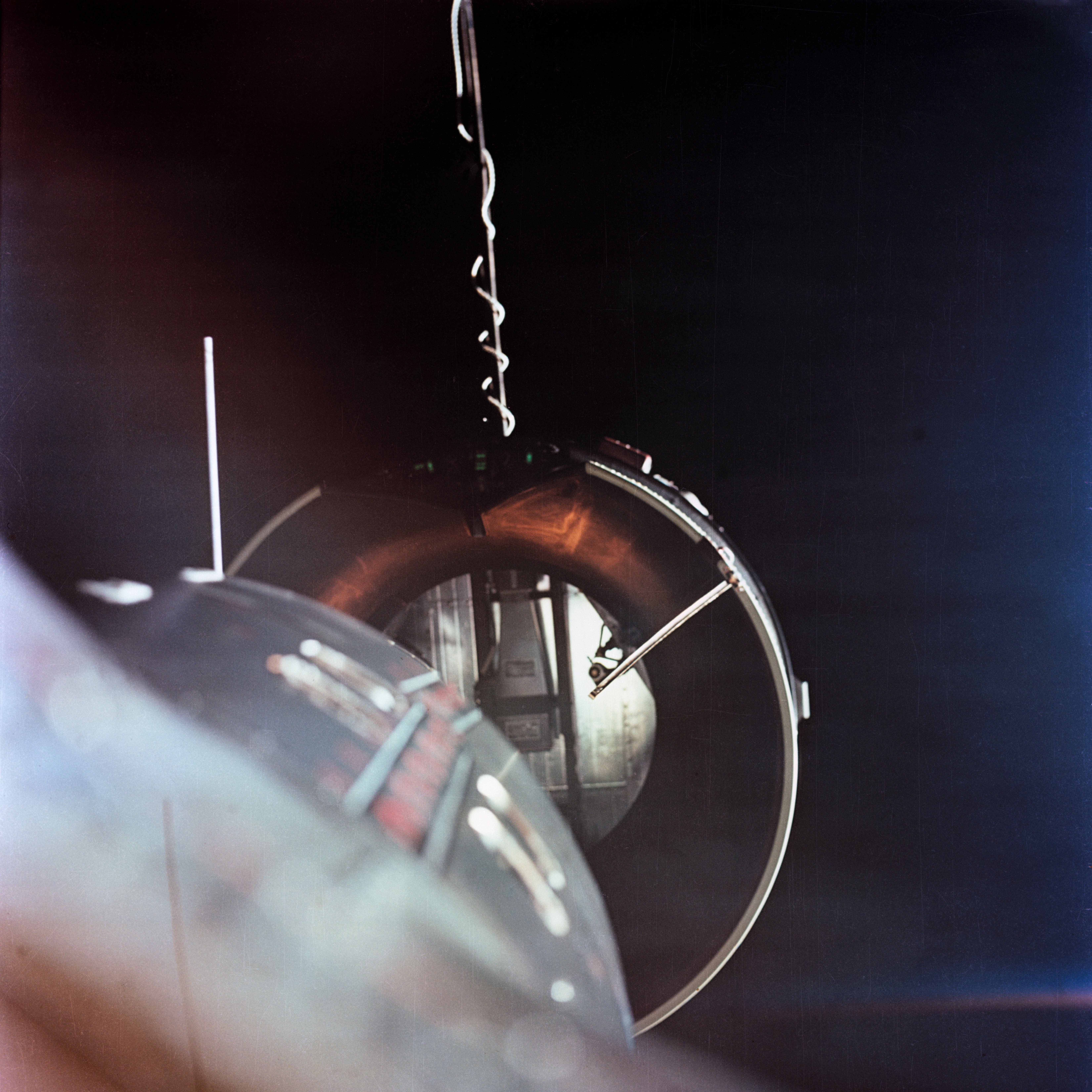
L'amarrage de Gemini 8 avec Agena 8.
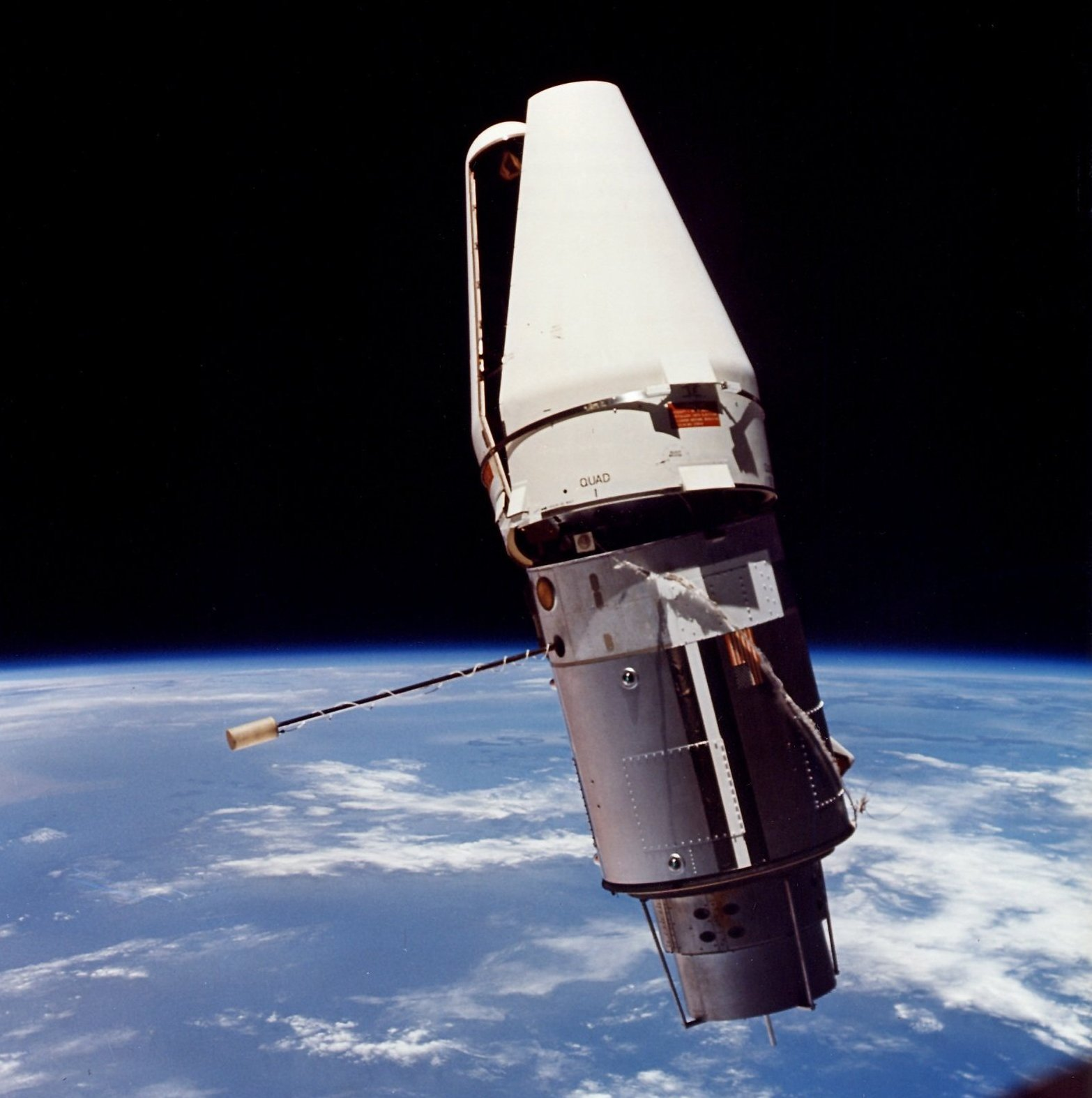
L'ATDA.

### Gemini 10
La mission  Gemini 10 est lancée le 18 juillet 1966 avec à son bord John Young , commandant de la mission, et Michael Collins. L'objectif principal de la mission est de réaliser un rendez-vous orbital avec un étage Agena et de s'amarrer à celui-ci. La mission comprend également deux sorties extravéhiculaires. Enfin l'équipage doit réaliser quinze expériences scientifiques, technologiques et médicales. Cinq heures après le lancement, l'équipage du vaisseau  parvient à s'amarrer à l'étage Agena GATV-10. Mais le lanceur Titan a placé le vaisseau Gemini sur une orbite différente de celle visée et 60% des ergols ont du être consommés pour corriger cette erreur. En conséquence le planning des opérations est revu : le vaisseau Gemini restera amarré  à l'étage Agena durant les 40 heures suivantes et il utilisera la propulsion de ce dernier pour effectuer ses manœuvres tandis que les répétitions d'amarrage qui étaient prévues sont annulées. Une première sortie véhiculaire est effectuée, au cours de laquelle Collins prend des photos du rayonnement ultraviolet émis par les étoiles. En utilisant la propulsion de GATV-10 le vaisseau Gemini est placé sur la même orbite que l'étage Agena lancé pour la mission Gemini 8 (GATV-10). Le GATV-8 est largué et le vaisseau Gemini effectue une série de manœuvres pour se rapprocher à environ 15 mètres du GATV-8. Dans cette configuration une deuxième sortie extravéhiculaire est réalisée. Collins relié au vaisseau Gemini par un cordon ombilical se propulse jusqu'au GATV-8 et démonte une expérience de détection des micro-météorites qu'il ramène dans le vaisseau Gemini. Au cours de ses déplacements il perd sa caméra et une deuxième expérience de détection de micro-météorites qui était installée sur le vaisseau. La sortie extravéhiculaire a duré  25 minutes. Le lendemain, la rentrée atmosphérique est déclenchée et le vaisseau Gemini amerrit à 6 kilomètres du point visé. Au cours de la mission, d'une durée de 2 jours et 23 heures, le vaisseau a bouclé 43 orbites.

### Gemini 11
La mission  Gemini 11 est lancée le 12 septembre 1966 avec à son bord Charles Conrad, commandant de la mission, et Richard Gordon. L'objectif principal de la mission est de réaliser un rendez-vous orbital avec un étage Agena et de s'amarrer à celui-ci. La mission comprend également deux sorties extravéhiculaires, la réalisation de plusieurs manœuvres d'amarrage et la génération d'une gravité artificielle mettant en œuvre une liaison souple entre le vaisseau Gemini et le vaisseau cible Agena. Enfin l'équipage doit réaliser huit expériences scientifiques et quatre expériences technologiques. Une heure et demi après le lancement au cours desquelles quatre manœuvres orbitales sont effectuées, le vaisseau Gemini s'amarre à l'étage Agena (GATV-11). Les deux astronautes réalisent ensuite chacun deux manœuvres d'amarrage. Le vaisseau reste amarré durant la nuit de repos qui suit. Le lendemain Gordon entame la première sortie extravéhiculaire qui va durer 107 minutes. Au cours de celle-ci il détache une des deux extrémités d'un câble situé sur l'étage Agena et va le fixer sur le vaisseau Gemini. Toutefois le système de support de vie de sa combinaison spatiale ne parvient pas à gérer l'effort effectué par l'astronaute pour mener cette tache  à bien et la visière de son casque se couvre de buée le rendant en partie aveugle. Il doit interrompre sa sortie sans avoir réalisé la série d'opérations prévue et réintégrer prématurément le vaisseau. Après une nouvelle nuit de sommeil, la propulsion de l'étage Agena est mis à feu et le vaisseau Gemini est hissé à une altitude de 1374,1 kilomètres établissant un record d'altitude qui ne sera battu que par la mission Apollo 8 lors de son transit vers la Lune. La propulsion de l'étage Agena est remise à contribution pour abaisser l'altitude. Gordon effectue une deuxième sortie extravéhiculaire qui dure 2 heures et 8 minutes et au cours de laquelle il réalise des expériences photographiques. Le vaisseau Gemini se sépare ensuite de l'étage Agena auquel il reste relié par le câble de 30 mètres. En utilisant sa propulsion, Conrad met le vaisseau Gemini en rotation autour de l'étage Agena ce qui tend le câble tout en créant une gravité artificielle. Au bout de 3 heures le câble est largué. Une dernière manœuvre de rendez-vous orbital est réalisée par la suite avant le déclenchement automatique (calculé par l'ordinateur de bord) de la rentrée atmosphérique. Le vaisseau amerrit à 4,9 kilomètres du point visé. Au cours de la mission, d'une durée de 2 jours et 23  heures, le vaisseau boucle 44 orbites.

Gemini 10 et 11
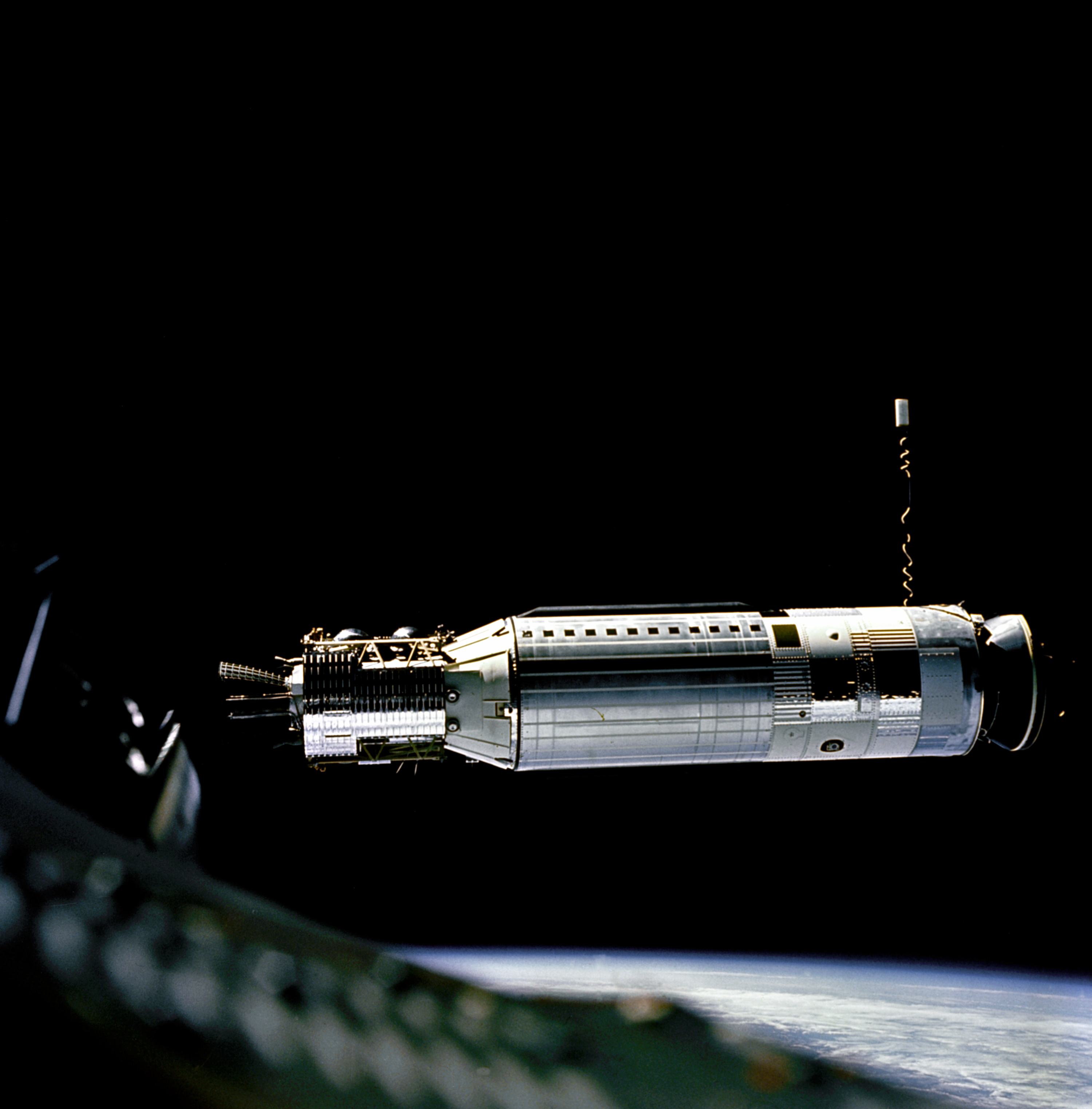
Gemini 10 en approche d'Agena.
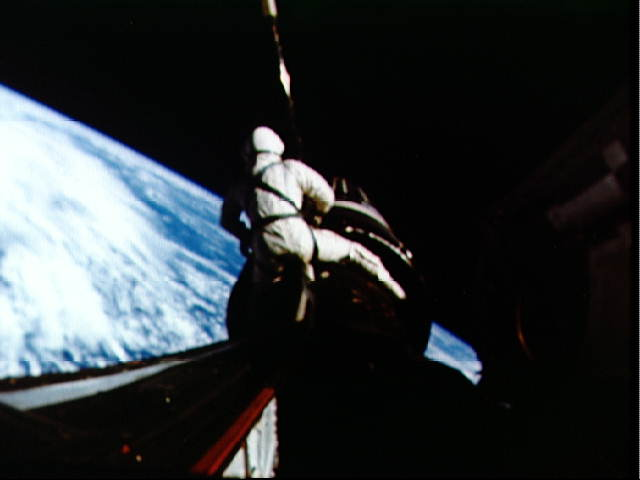
Gemini 11 : Gordon sur l'Agena.

### Gemini 12

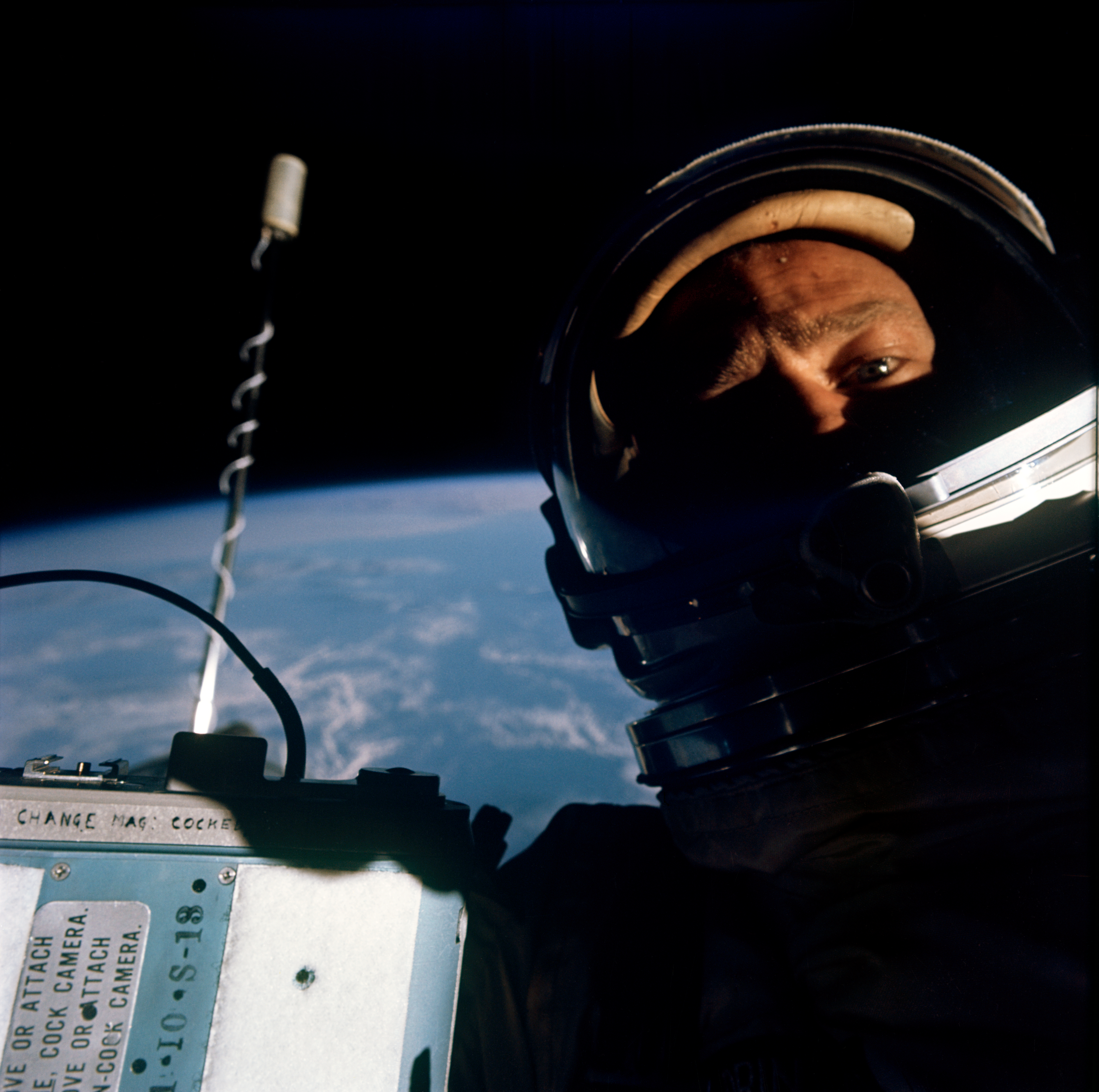
Aldrin photographié durant sa sortie extravéhiculaire.

La mission  Gemini 12, qui est la dernière du programme Gemini, est lancée le 11 novembre 1966 avec à son bord James Lovell, commandant de la mission, et  Buzz Aldrin. Son objectif est de réaliser un rendez-vous orbital avec l'étage Agena et de s'amarrer à celui-ci et de réaliser trois sorties extravéhiculaires, réaliser des modifications de l'orbite en utilisant la propulsion de l'étage Agena et de tester une rentrée atmosphérique réalisée sans intervention humaine. Par ailleurs l'équipage doit réaliser 14 expériences scientifiques, technologiques et médicales. Malgré le dysfonctionnement du radar, l'équipage réussit à s'amarrer à l'étage Agena seulement 28 minutes après le lancement. Le système de propulsion de l'étage Agena étant défaillant, la modification de l'orbite à l'aide de celui-ci est abandonnée. Au cours de la première sortie extravéhiculaire réalisée par Aldrin et d'une durée de 2 heures et 29 minutes, celui-ci fixe une caméra à l'extérieur du vaisseau et récupère une expérience de détection de micro-météorites. Au cours de sa deuxième sortie extravéhiculaire, Aldrin qui est relié à un cordon ombilical de 9 mètres réalise plusieurs opérations simples destinées à tester la capacité des astronautes à travailler dans l'espace puis il fixe un câble d'une longueur de 30 mètres qui solidarise l'étage Agena avec le vaisseau Gemini. La sortie dure en tout 2 heures et 6 minutes. Peu après les deux engins spatiaux se détachent et l'équipage effectue une expérience de contrôle d'attitude par gradient de gravité reposant sur sa liaison avec l'étage Agena. Le câble est ensuite largué. Le vaisseau effectue sa rentrée atmosphérique de manière automatique le 15 novembre en ayant rempli tous ses objectifs. Au cours de la mission, d'une durée de 3 jours et 2 heures, le vaisseau boucle 59 orbites.

### Synthèse des vols avec équipage
| Désignation | Date lancement    | Equipage                         | Durée               | Nbre orbites | Ident. Cospar | Logo | Résultats |
| ----------- | ----------------- | -------------------------------- | ------------------- | ------------ | ------------- | ---- | --- |
| Gemini 3    | 23 mai 1965       | Gus Grissom et John Young        | 4 heures 53 minutes | 3            | 1965-024A     |      | Test de la manœuvrabilité du vaisseau. |
| Gemini 4    | 3 juin 1965       | James McDivitt et Edward White   | 4 jours 12 heures   | 62           | 1965-043A     |      | Première sortie extravéhiculaire américaine d'une durée de 22 minutes. |
| Gemini 5    | 21 aout 1965      | Gordon Cooper et Pete Conrad     | 7 jours 23 heures   | 120          | 1965-068A     |      | Premier vol de longue durée (1 semaine). Évaluation du système de guidage et de navigation en vue des manœuvres de rendez-vous orbital.                                                        |
| Gemini 7    | 4 décembre 1965   | Frank Borman et Jim Lovell       | 13 jours 19 heures  | 206          | 1965-100A     |      | À la suite de l'abandon du vol Gemini VI, utilisé comme cible pour le rendez vous orbital avec Gemini VIA. Utilisé pour évaluer l'impact d'un long séjour (nouveau record établi) sur l'homme. |
| Gemini 6A   | 15 décembre 1965  | Wally Schirra et Thomas Stafford | 1 jour 2 heures     | 16           | 1965-104A     |      | Premier rendez-vous orbital réussi (avec Gemini 7) |
| Gemini 8    | 16 mars 1966      | Neil Armstrong et David Scott    | 11 heures           | 7            | 1966-020A     |      | Premier amarrage réussi avec un autre véhicule (Etage Agena). Échappe de peu à un incident fatal déclenché par un dysfonctionnement d'un moteur-fusée.                                         |
| Gemini 9A   | 3 juin 1966       | Thomas Stafford et Gene Cernan   | 3 jours 1 heure     | 44           | 1966-047A     |      | Tentative d'amarrage avec vaisseau ATDA avorté (coiffe de ce vaisseau n'a pas été éjecté). Réalise 3 types de rendez-vous et une sortie extravéhiculaires de deux heures.                      |
| Gemini 10   | 18 juillet 1966   | John Young et Michael Collins    | 2 jours 23 heures   | 43           | 1966-066A     |      | Amarrage à un étage cible Agena. Deux sorties extra extravéhiculaires d'une durée de 49 et 39 minutes.                                                                                         |
| Gemini 11   | 12 septembre 1966 | Pete Conrad et Richard Gordon    | 2 jours 23 heures   | 44           | 1966-081A     |      | Rendez-vous avec vaisseau Agena et utilisation de celui-ci pour atteindre une altitude apogée record (1 000 km). Sortie extravéhiculaire de 33 minutes.                                        |
| Gemini 12   | 11 novembre 1966  | Jim Lovell et Buzz Aldrin        | 3 jours 22 heures   | 59           | 1966-104A     |      | Rendez-vous avec vaisseau Agena et sortie extravéhiculaire de 5 h 30 |

## Résultats

### Sorties extravéhiculaires
En tout 9 sorties extravéhiculaires sont réalisées au cours de cinq missions Gemini. Toutes ont été réalisées en ayant recours à un cordon ombilical pour l'alimentation en oxygéne depuis le vaisseau spatial. La première sortie dans l'espace américaine a été réalisée par Edward White le 3 juin 1965. Les suivantes ont permis de mettre au point les procédures et de démontrer que des techniques viables pouvaient être mises en oeuvre réaliser des opérations dans ce nouvel environnement particulièrement hostile. Les principaux problèmes rencontrés ont été la présence de buée dans le casque et la température trop élevée générée par l'activité métabolique très intense (principalement du aux contraintes associées à la combinaison spatiale et à un entrainement insuffisant). Le temps cumulé  passé dans l'espace est de 12 heures et 22 minutes.